# Giacinto Cova
Giacinto Cova (Brisighella, 6 ottobre 1909 – Ridotta Capuzzo, 15 maggio 1941) è stato un militare italiano, insignito della medaglia d'oro al valor militare alla memoria nel corso della seconda guerra mondiale.

## Biografia
Nacque a Brisighella, provincia di Ravenna, il 6 ottobre 1909, figlio di Domenico e Giovanna Linari.
Arruolatosi nel Regio Esercito nel maggio 1928 in qualità di allievo sottufficiale, nel 1931 venne assegnato al 6º Reggimento bersaglieri. Promosso sergente maggiore iniziò a frequentare la Regia Accademia Militare di Fanteria e Cavalleria di Modena da cui uscì nel 1936 con il grado di sottotenente. Destinato all8º Reggimento bersaglieri, si distinse in numerose competizioni sportive in Italia e all’estero. Dopo l'entrata in guerra del Regno d'Italia, il 10 giugno 1940 il reggimento fu mobilitato, e sei mesi dopo, il 22 gennaio 1941, partì per l'Africa Settentrionale Italiana. Il reggimento fu inquadrato nella colonna del colonnello Ugo Montemurro, e partecipò alla riconquista della Cirenaica. Nel mese di febbraio fu promosso tenente. Cadde in combattimento il 15 maggio 1941 a Quota 186 della Ridotta Capuzzo, e fu poi decorato con la medaglia d'oro al valor militare alla memoria. Nel 1955 la salma venne traslata dal cimitero di guerra e riportata in Italia per essere tumulata nel Tempio dei Caduti a Faenza.

### Fonti
1. ↑  Gruppo Medaglie d'Oro al Valore Militare 1965, p. 675.
2. 1 2 3 4 5  Combattenti Liberazione.
3. ↑  Brisighella ieri e oggi.
4. ↑  Quirinale - scheda - visto 23 gennaio 2023.
5. ↑  Registrato alla Corte dei conti, addì 11 marzo 1942, registro 7 guerra, foglio 301.